# Berchiwé
Berchiwé is een plaats in de Belgische gemeente Meix-devant-Virton in de Provincie Luxemburg.
Deelgemeenten: Gérouville · Meix-devant-Virton · Robelmont · Sommethonne · Villers-la-Loue

Overige dorpen: Belle Vue · Berchiwé · Houdrigny · Limes

Belgische gemeenten · Arrondissement Virton · Luxemburg · Wallonië